# 신데렐라 게임
《신데렐라 게임》은 2024년 12월 2일부터 2025년 4월 25일까지 방송했던 KBS 2TV 일일 드라마였다.

## 기획 의도
원수에 의해 가짜 딸로 이용당해 복수의 화신이 된 여자가 진정한 복수의 의미를 깨달으며 성장, 치유하는 이야기를 그린 드라마

## 방송 시간
| 방송 채널 | 방송 기간                         | 방송 시간                          | 방송 분량 |
| --------- | --------------------------------- | ---------------------------------- | --------- |
| KBS 2TV   | 2024년 12월 2일 ~ 2025년 4월 25일 | 매주 평일 저녁 7시 50분 ~ 8시 30분 | 40분      |

## 제작진

### 제작사
- 미라클케이스토리
- 지담미디어

### 극본
- 오상희 : KBS 2TV 월화 드라마 《싱글파파는 열애중》(집필), MBC 아침 드라마 《당신 참 예쁘다》(집필), MBC 주말 드라마 《아들녀석들》(21회 ~)(집필), MBC 일일 특별 기획 드라마 《별별 며느리》(집필) 집필

### 연출
- 이현경 : KBS 2TV 《KBS 드라마 스페셜 2023 - 고백 공격》(연출), KBS 2TV 월화 드라마 《멱살 한번 잡힙시다》(공동 연출) 연출

## 등장 인물
- (†) 표시는 드라마 상에서 최종적으로 사망한 인물이다.

### 주요 인물
- 한그루 : 구하나(본명: 이하나) (4회 ~ 101회)/윤유진 역 (아역: 김서헌, 1회 ~ 4회) - 이 드라마의 여주인공. 생활력, 책임감 가득한 열혈 처녀 가장으로 낮에는 n잡러 밤에는 검정고시생으로 동생들 뒷바라지하며 영중일 3개 국어를 마스터한 베테랑 국제 가이드. 윤세영의 라이벌. 신여진의 의해 윤유진이 되었다. 감사부장이 되었다. 심방울의 며느리, 은총의 양엄마, 황진구의 아내.

- 나영희 : 신여진 역 - 이 드라마의 여주인공. 유진의 어머니, 겉으로는 인간적이고 따스함이 넘치는 기업 회장으로 많은 사람의 존경을 받지만, 속은 냉철하고 차가운 혜성그룹 선대회장. 지석의 부모를 죽음에 이르게 한 원수. 은총의 외할머니. 세영의 큰엄마. 구하나의 양어머니.

- 최상 : 황진구 역 (4회 ~ 101회) (아역: 이천무, 1회 ~ 4회) - 이 드라마의 남주인공. 젊은 나이에 회사를 업계 2위까지 끌어올려 사람들의 두터운 신임을 받는 혜성그룹 산하 혜성투어 사장. 은총의 양아빠, 구하나의 연인이자 남편. 신여진, 구지석의 조력자.

- 권도형 : 구지석 역 (4회 ~ 101회) (아역: 구현, 3회 ~ 4회) - 이 드라마의 서브 남주인공. 하나의 양남동생이자 지은의 오빠, 지창의 형. 냉철함과 복수심이 가득한 혜성그룹 회장. 윤세영의 남편. 부모를 죽인 가짜 원수인 신여진에게 복수를 하려고 한다. 리차드 한이 신여진의 남편인줄 모르고 자신의 복수 계획에 대해 다 보고를 하고 있다.

### 구하나의 집
- 김건우 : 윤은총/이은총 역 (6회 ~ 101회) - 하나가 위탁하고 있는 두나의 아들 이자 하나와 진구의 양아들. 여진과 성호/리차드윤의 친 외손자.

- 김지성 : 구지은 역 (6회 ~ 101회) (아역: 신연우) - 하나의 양여동생, 지석의 여동생이자 지창의 작은누나.

- 박창훈 : 구지창 역 (6회 ~ 101회) - 하나의 양남동생, 지석과 지은의 남동생.

### 신여진의 집
- 박리원 : 윤세영 역 (4회 ~ 101회) (아역: 유하연, 1회 ~ 4회) - 이 드라마의 서브 여주인공. 신여진의 조카딸, 엄마의 가스라이팅으로 일찍부터 성공, 돈, 권력과 욕망에 눈을 뜬 혜성그룹 산하 혜성투어 상품기획팀 전 팀장. 구지석의 아내, 구하나의 라이벌. 윤유진을 잃어버리게 한 원인 제공자이며 목격자이지만 신여진, 리차드 한에게는 말하지 않는다.

- 지수원 : 최명지 역 - 이 드라마의 최종 보스. 세영의 어머니, 신회장의 동서. 유진의 작은엄마. 은총의 작은할머니. 어린 딸을 가스라이팅 하면서까지 얻고자 하는 것을 가지려는 야심 가득한 엄마. 세영을 위해서 윤유진을 뺑소니 교통사고를 사주해 죽였다. 자신의 형님을 이용해 구하나를 가짜 윤유진으로 만들게 한 장본인. 수감자.

- 최종환 : 윤성호(가명: 리차드 한 / 한민수) 역 - 소탈하고 인간적이고 정이 많은 인물. 사람보다 사업을 중시하는 아내를 못 마땅해했다. 20년 전, 유진이가 실종된 후 가출해 지금까지 아내 앞에 나타나지 않고 있다 지금까지 나타지 않을 수도 있다. 은총의 친외할아버지. 자신의 와이프에게 복수를 하려는 구지석이 믿고 있는 사람이다.

### 황진구의 집
- 김혜옥 : 심방울 역 - 진구의 어머니, 아들을 위해서라면 언제든지 희생할 준비가 돼 있는 엄마. 구하나의 시어머니.

### 그 외 인물
- 김대현 : 대니 역 - 지석의 비서.
- 설지윤 : 장 비서 역 - 신회장의 비서.
- 강주상 : 최 이사 역 - 혜성그룹 이사.
- 박찬우 : 윤 대리 역 - <혜성투어>의 대리.
- 이민지 : 이수정 역 - <혜성투어>의 사원.
- 박소은 : 김진경 역 - <혜성투어>의 신입 사원.
- 유리나 : 장현주 역 - 하나의 가이드 친구.
- 백서빈 : 이석기 역 (6, 57 ~ 58회) - 하나의 전 남친.
- 김현 : 이석기 모 역 (6, 9, 57 ~ 59회) - 하나를 불러내서 헤어지라고 한다.
- 미상 : 경찰 역
- 김낙균 : 조 형사 역
- 미상 : 가정방문 조사관 역
- 미상 : 무당 역
- 미상 : 영민 역
- 미상 : 은성 역
- 미상 : 형사 역
- 미상 : 변호사 역
- 미상 : 예비 시어머니 역

### 특별출연
- 민하람 : 윤유진 / 이두나 역 († 16, 23, 31회) (아역: 이소윤, 1회 ~ 4회) - 여진과 성호의 잃어버린 딸. 기억을 잃고 이두나라는 이름으로 구하나(이하나)와 함께 보육원에서 생활. 은총의 친모. 외국에 입양간 후 어른이 되어 자신이 어릴때 살던 집으로 가는 도중 최명지의 뺑소니 교통사고 사주로 인해 사망하게 된다.

- 김보미 : 원장 수녀 (설원장) 역 (3~4, 16, 23, 77~78, 80~82회) - 구하나, 윤유진이 전에서 있던 보육원 시설 원장.

- 조지현 : 하나의 양모 역 (1~2회) - 하나를 학대한다.

- 이사은 : 태훈 모 역 (5, 8회)

## 시청률
최저 시청률과 최고 시청률은 시청률 조사회사와 지역별로 시청률에 차이가 있을 수 있습니다.
| 2024년  | 2024년    | 2024년         | 2024년         | 2024년       |
| 회차    | 방송일    | TNMS 시청률    | AGB 시청률     | AGB 시청률   |
| 회차    | 방송일    | 대한민국(전국) | 대한민국(전국) | 서울(수도권) |
| ------- | --------- | -------------- | -------------- | ------------ |
| 제1회   | 12월 2일  | -              | 7.5%           | 6.5%         |
| 제2회   | 12월 3일  | -              | 8.1%           | 6.8%         |
| 제3회   | 12월 4일  | -              | 7.1%           | 6.0%         |
| 제4회   | 12월 5일  | -              | 6.7%           | 5.8%         |
| 제5회   | 12월 6일  | -              | 7.4%           | 6.1%         |
| 제6회   | 12월 9일  | -              | 8.1%           | 6.4%         |
| 제7회   | 12월 10일 | -              | 7.9%           | 6.4%         |
| 제8회   | 12월 11일 | -              | 7.3%           | 6.0%         |
| 제9회   | 12월 12일 | -              | 7.9%           | 6.1%         |
| 제10회  | 12월 13일 | -              | 7.9%           | 6.1%         |
| 제11회  | 12월 16일 | -              | 7.8%           | 6.0%         |
| 제12회  | 12월 17일 | -              | 8.5%           | 6.9%         |
| 제13회  | 12월 18일 | -              | 8.7%           | 7.4%         |
| 제14회  | 12월 19일 | -              | 8.5%           | 7.1%         |
| 제15회  | 12월 20일 | -              | 8.6%           | 7.2%         |
| 제16회  | 12월 23일 | -              | 8.6%           | 7.5%         |
| 제17회  | 12월 24일 | -              | 9.1%           | 7.4%         |
| 제18회  | 12월 25일 | -              | 9.4%           | 7.8%         |
| 제19회  | 12월 26일 | -              | 9.4%           | 8.2%         |
| 제20회  | 12월 27일 | -              | 9.2%           | 8.2%         |
| 제21회  | 12월 30일 | -              | 8.9%           | 7.2%         |
| 제22회  | 12월 31일 | -              | 8.7%           | 7.4%         |
| 2025년  |           |                |                |              |
| 제23회  | 1월 1일   | -              | 10.7%          | 8.6%         |
| 제24회  | 1월 2일   | -              | 10.4%          | 8.7%         |
| 제25회  | 1월 3일   | -              | 11.1%          | 9.4%         |
| 제26회  | 1월 6일   | -              | 10.5%          | 9.0%         |
| 제27회  | 1월 7일   | -              | 10.5%          | 9.0%         |
| 제28회  | 1월 8일   | -              | 11.4%          | 10.1%        |
| 제29회  | 1월 9일   | -              | 11.2%          | 9.4%         |
| 제30회  | 1월 10일  | -              | 11.0%          | 9.1%         |
| 제31회  | 1월 13일  | -              | 10.7%          | 8.7%         |
| 제32회  | 1월 14일  | -              | 11.4%          | 9.5%         |
| 제33회  | 1월 15일  | -              | 10.3%          | 8.5%         |
| 제34회  | 1월 16일  | -              | 11.2%          | 9.7%         |
| 제35회  | 1월 17일  | -              | 10.8%          | 9.2%         |
| 제36회  | 1월 20일  | -              | 10.7%          | 8.6%         |
| 제37회  | 1월 21일  | -              | 11.4%          | 9.3%         |
| 제38회  | 1월 22일  | -              | 10.8%          | 8.9%         |
| 제39회  | 1월 23일  | -              | 11.3%          | 9.6%         |
| 제40회  | 1월 24일  | -              | 10.7%          | 8.6%         |
| 제41회  | 1월 27일  | -              | 8.8%           | 8.0%         |
| 제42회  | 1월 30일  | -              | 10.5%          | 8.8%         |
| 제43회  | 1월 31일  | -              | 10.8%          | 9.3%         |
| 제44회  | 2월 3일   | -              | 11.2%          | 9.7%         |
| 제45회  | 2월 4일   | -              | 10.9%          | 9.2%         |
| 제46회  | 2월 5일   | -              | 11.2%          | 9.5%         |
| 제47회  | 2월 6일   | -              | 11.3%          | 9.5%         |
| 제48회  | 2월 7일   | -              | 11.1%          | 9.3%         |
| 제49회  | 2월 10일  | -              | 10.3%          | 8.6%         |
| 제50회  | 2월 12일  | -              | 10.6%          | 8.5%         |
| 제51회  | 2월 13일  | -              | 10.0%          | 8.7%         |
| 제52회  | 2월 14일  | -              | 10.7%          | 9.0%         |
| 제53회  | 2월 17일  | -              | 10.2%          | 8.6%         |
| 제54회  | 2월 18일  | -              | 10.4%          | 8.4%         |
| 제55회  | 2월 19일  | -              | 10.0%          | 8.3%         |
| 제56회  | 2월 20일  | -              | 10.3%          | 8.8%         |
| 제57회  | 2월 21일  | -              | 10.2%          | 8.4%         |
| 제58회  | 2월 24일  | -              | 11.3%          | 9.8%         |
| 제59회  | 2월 25일  | -              | 11.3%          | 9.2%         |
| 제60회  | 2월 26일  | -              | 10.8%          | 8.7%         |
| 제61회  | 2월 27일  | -              | 10.7%          | 8.9%         |
| 제62회  | 2월 28일  | -              | 11.2%          | 9.1%         |
| 제63회  | 3월 3일   | -              | 11.5%          | 10.1%        |
| 제64회  | 3월 4일   | -              | 12.2%          | 10.3%        |
| 제65회  | 3월 5일   | -              | 11.8%          | 9.9%         |
| 제66회  | 3월 6일   | -              | 11.3%          | 9.8%         |
| 제67회  | 3월 7일   | -              | 11.8%          | 9.3%         |
| 제68회  | 3월 10일  | -              | 11.1%          | 9.3%         |
| 제69회  | 3월 11일  | -              | 11.6%          | 9.6%         |
| 제70회  | 3월 12일  | -              | 11.9%          | 10.3%        |
| 제71회  | 3월 13일  | -              | 11.4%          | 9.7%         |
| 제72회  | 3월 14일  | -              | 11.2%          | 9.3%         |
| 제73회  | 3월 17일  | -              | 11.7%          | 9.7%         |
| 제74회  | 3월 19일  | -              | 11.7%          | 9.6%         |
| 제75회  | 3월 20일  | -              | 11.1%          | 9.5%         |
| 제76회  | 3월 21일  | -              | 12.4%          | 10.7%        |
| 제77회  | 3월 24일  | -              | 10.8%          | 8.6%         |
| 제78회  | 3월 25일  | -              | 11.3%          | 9.5%         |
| 제79회  | 3월 26일  | -              | 11.4%          | 9.0%         |
| 제80회  | 3월 27일  | -              | 12.6%          | 10.6%        |
| 제81회  | 3월 28일  | -              | 11.3%          | 9.0%         |
| 제82회  | 3월 31일  | -              | 11.0%          | 9.6%         |
| 제83회  | 4월 1일   | -              | 12.2%          | 9.7%         |
| 제84회  | 4월 2일   | -              | 11.4%          | 9.5%         |
| 제85회  | 4월 3일   | -              | 12.1%          | 10.2%        |
| 제86회  | 4월 4일   | -              | 11.7%          | 10.1%        |
| 제87회  | 4월 7일   | -              | 11.7%          | 10.0%        |
| 제88회  | 4월 8일   | -              | 11.8%          | 9.9%         |
| 제89회  | 4월 9일   | -              | 11.9%          | 10.5%        |
| 제90회  | 4월 10일  | -              | 12.1%          | 10.7%        |
| 제91회  | 4월 11일  | -              | 11.0%          | 9.0%         |
| 제92회  | 4월 14일  | -              | 11.8%          | 10.3%        |
| 제93회  | 4월 15일  | -              | 12.0%          | 10.7%        |
| 제94회  | 4월 16일  | -              | 11.8%          | 9.8%         |
| 제95회  | 4월 17일  | -              | 8.6%           | 7.5%         |
| 제96회  | 4월 18일  | -              | 10.9%          | 9.4%         |
| 제97회  | 4월 21일  | -              | 11.6%          | 10.1%        |
| 제98회  | 4월 22일  | -              | 12.0%          | 10.3%        |
| 제99회  | 4월 23일  | -              | 11.2%          | 9.5%         |
| 제100회 | 4월 24일  | -              | 11.9%          | 10.5%        |
| 제101회 | 4월 25일  | -              | 10.8%          | 8.9%         |

## 편성 변경, 결방, 연장
2024년
- 2024년 12월 20일 : 《2024 KBS 가요대축제 글로벌 페스티벌》 중계방송으로 인한 기존 시간에서 10분 앞당겨진 저녁 7시 40분으로 편성 변경. (15회)

2025년
- 2025년 1월 28일 : 《설 특집 뽈룬티어 (2회)》 편성으로 인한 결방.
- 2025년 1월 29일 : 《설 특집 트롯대잔치 -THE COLOR-》 편성으로 인한 결방.
- 2025년 2월 11일 : 《2025 하얼빈 아시안 게임 피겨스케이팅》 중계방송로 인한 결방.
- 2025년 3월 18일 : 《2025 메이저리그 LA다저스 VS 시카고 컵스》 중계방송으로 인한 결방.
- 신데렐라 게임 방영 분량이 100부작에서 1회 연장되어 101부작으로 변경 및 확정되었다.

## 같이 보기
- 대한민국의 텔레비전 드라마 목록 (ㅅ)
- 2024년 대한민국의 텔레비전 드라마 목록

## OST
- 파트1. Nobody Knows 진윤희(2025.1.21) 1~18, 20 ~ 21, 23 ~ 29, 31 ~ 45, 47, 49 ~ 62, 64 ~ 65, 67 ~ 94 98 ~ 99
- 파트2. 너로 물든 밤 ZYON(2025.2.14) 19, 22, 49 / 64, 94, 98 101(삽)
- 파트3. We are not apart 김이도(2025.2.28)
- 파트4. 나무 한그루(2025.3.14) (63, 66삽) 63
- 파트5. 마음이 마음에 닿아 이지함(2025.3.28) 30, 46, 48, 60, 66, [67, 79, 85(삽)]
- 파트6. 그 시간속에 남아 나현(2025.4.18) 100~101
- 파트7. 무정 무정(무정) (63, 64, 65 66 67, 69(삽)
- 파트8. 무정 무정(무정) 68(삽) 95 ~ 101
- 미정. 낮과 밤 윤재혁X시은(무정)

## 참고 사항
- 나영희, 김혜옥은 KBS 2TV 주말 드라마 《황금빛 내 인생》 이후 7년 만에 재회해 캐스팅되었다.
- 나영희, 최상은 KBS 1TV 일일 드라마 《우리집 여자들》 이후 13년 1개월 만에 재회해 캐스팅되었다.
- 지수원, 김보미, 오상희 작가는 KBS 2TV 일일 드라마 《우아한 모녀》 이후 4년 만에 재회해 합류하였다.
- 드라마에 등장하는 혜성그룹은 2017년에 방송됐던 황금빛 내 인생에 등장한 상호 해성그룹을 연상되게 하며 당시 나영희 배역이 해성그릅 회장 노양호 역 김병기의 장녀 역할이었다.
- 스캔들이 스토리는 물론이고 한채영의 심각한 발연기로 상당한 비판을 받아서인지 이번 작품에서는 나영희를 비롯해 연기력을 인정받은 배우들이 대거 포진되어 있다. 실제로 나영희, 지수원, 김혜옥은 연기력 논란이 단 한 번도 없었다. 극본을 맡은 오상희 작가 역시 우아한 모녀에서 시청률을 제법 잘 뽑던 작가인 만큼 다시 10% 이상을 기록할 수 있는지가 관건이다.
- 작가의 전작인 《우아한 모녀》의 줄거리 설명이 유사하다. 전작은 엄마에 의해 복수의 도구로 이용된 여자 주인공의 이야기였다면 이번 작품은 원수에 의해 가짜 딸로 이용 당하는 이야기를 그린다. 두 작품 모두 누군가에 의해 복수에 이용된다는 점이 유사하다.
- 해당 한국 드라마 OST는 극중 구하나 역을 맡은 한그루가 참여하였다.
- 메인 엔딩곡이 직전 방영작인 스캔들의 엔딩곡처럼 영어 가사로 이루어진 곡이다.